# Halo lumineux
Pour les articles homonymes, voir Halo.
Le halo lumineux renvoie, dans le contexte de l'environnement nocturne, au phénomène optique de halo créé par la diffusion de la lumière émise par une ou plusieurs sources artificielles dans une atmosphère chargée en molécules d'eau et/ou en particules en suspension. Ces particules font obstacle au trajet normalement rectiligne des photons. Ceux-ci sont déviés et renvoyés vers les autres particules environnantes, ce qui crée une impression d'atmosphère opalescente ou cotonneuse autour des luminaires.
L'expression « halo lumineux » peut décrire le halo produit autour d'une seule lampe, mais elle peut aussi évoquer le halo urbain, qui est la lueur diffuse qui surplombe maintenant la plupart des villes et conurbations.
Dans un contexte diurne, l'expression décrit un phénomène de diffusion des rayons solaires autour du Soleil ou se produisant – de jour – dans certains nuages d'altitude.

## Typologie des halos lumineux induits par l'éclairage extérieur nocturne

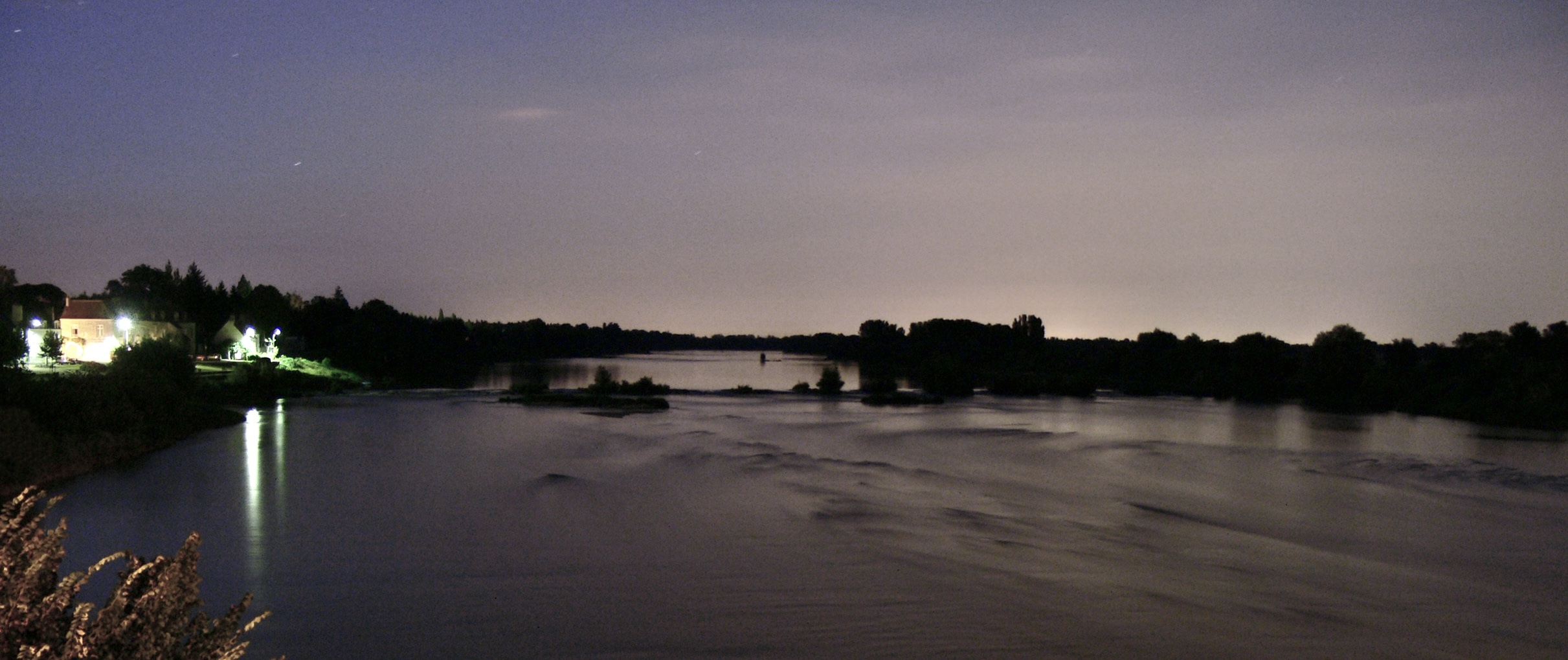
Halo lumineux issu de l'éclairage public de l'agglomération d'Orléans, illuminant le ciel noir, vu à près de 20 km en aval de la ville (Pause, vers 23h, au-dessus de la Loire, sur le pont de Meung-sur-Loire, en direction d'Orléans). L'éclairage du premier plan est celui des 6 lampes qui éclairent le pont qui enjambe la Loire. L'éclairage est une des sources de régression ou de disparition du plancton aérien.

On peut distinguer deux grands types de halo, entre lesquels tous les intermédiaires existent ;
Le halos dont l'origine est naturelle: les particules en cause sont par exemple des (aérosols émis par les volcans ou provenant d'embruns emportés par la tempête et déshydratés, ou encore des poussières ou sables fins emportés par le vent à partir de zones arides plus ou moins éloignées). Le phénomène est alors ponctuel dans le temps.
Les halos dont l'origine est doublement anthropiqued'abord parce que la source de lumière n'est pas naturelle; ensuite parce que le halo est produit par l'interaction des photons et des particules fines artificiellement présentes dans l'air, issues de la pollution domestique, industrielle et/ou automobile, ou par les poussières urbaines non fixées par les sols imperméabilisés et remises en suspension par le vent et/ou le passage de véhicules.
Dans les deux cas, les nappes de brumes, ou la présence d'un « plafond nuageux » bas réverbérant et diffusant la lumière émise à partir du sol contribuent à exacerber les halos lumineux. Inversement, un air très pur et sec, tel qu'on le trouve de nuit à très haute altitude ou au-dessus des déserts, limite la formation de halos.

## Taille et intensité
L'intensité et la taille du halo dépendent :
1. de la nature de la source lumineuse,
2. de la direction du flux lumineux
3. du taux de particules dans l'air
4. de la présence/absence de nuages bas et blancs
5. de l'eau dans l'air.. et non pas tant de la quantité d'eau présente dans l'air, mais bien des caractéristiques physico-chimiques de la densité des microgouttelettes d'eau en suspension. Ainsi lors d'une pluie lessivant l'atmosphère, le halo de lampadaires tels que ceux présentés sur la photographie de droite peut être faible. Alors que lors d'un épisode brumeux, le halo est très amplifié et visible à des dizaines de kilomètres.

Dans les régions riches et urbanisées ou très industrialisées, ces halos dus à la pollution de l'air sont très fréquents voire devenus permanents dans les secteurs éclairés et autour de ceux-ci. Ils peuvent être perçus à des dizaines de kilomètres, et être assez intenses pour permettre la vision et la lecture, non seulement sous les luminaires, mais dans toute une ville, sans avoir de source de lumière perceptible dans le champ de vision. De tels halos peuvent concerner une conurbation de plusieurs millions d'habitants, et pénétrer à l'intérieur des maisons, si les ouvertures n'y sont pas occultées.

## Halo et perception des couleurs
Depuis les années 1990 tous les chats ne sont plus gris la nuit. En effet, avec l'apparition de lampes puissantes et cherchant à reproduire la lumière du jour, c'est-à-dire le spectre visible, on voit apparaître un phénomène nouveau ; le halo lumineux et/ou la lumière renvoyée par les nuages bas permettent de distinguer les couleurs, parfois uniquement par l'éclairage indirect et diffus du halo, en l'absence de toute source lumineuse directe.

Les deux photographies numériques ci-contre (poses de 60 secondes) illustrent ce phénomène : la couleur verte de l'herbe éclairée par le halo des banlieues de Lille y est perceptible, alors que le soleil est déjà bien couché, et qu'on se trouve au cœur de l'agglomération lilloise, mais dans une zone protégée par les fortifications de la citadelle de Vauban. La lumière provient pour l'essentiel de la réflexion sur une couche homogène de nuages bas et blancs.
L'impact de la pollution lumineuse sur les insectes ou autres animaux sensibles à des longueurs d'onde particulières pourrait donc être en train d'augmenter. La disparition des "zones de noir" et de "corridors de noir" est également préoccupante pour la survie des espèces lucifuge ou lumifuges (qui fuient la lumière) et pour de nombreux animaux qui circulent uniquement ou préférentiellement dans l'ombre, probablement pour mieux échapper à leurs prédateurs. L'éclairage artificiel est un puissant facteur de fragmentation écologique de l'environnement nocturne.
Ces halos contribuent par ailleurs à éblouir les espèces nocturnes telles que chouettes et hiboux, qui sont effectivement victimes d'une nette surmortalité aux abords des routes.

## Durée, localisation
Les halos induits par l'éclairage nocturne peuvent n'être que ponctuels et provisoires quand ils sont par exemple causés par la présence d'une nappe naturelle de brume, ou lorsqu'une source puissante d'éclairage n’est que provisoirement utilisée.
Les halos liés à une pollution chronique de l'air sont permanents, bien que variant selon la qualité de l'air.

## Perception
Faute de pouvoir se référer au ciel nocturne "normal" ou limpide, un observateur lui-même placé dans le halo lumineux ne peut facilement le percevoir, pas plus qu'il ne perçoit la turbidité de l'air en micro- et nanoparticules.
Dans les cas les moins graves, ce sont les étoiles les plus discrètes puis la Voie Lactée qui disparaissent à la vue, puis l'on voit de moins en moins d'étoiles. Dans les cas les plus graves ; on ne distingue plus que quelques étoiles et le noir profond de la nuit prend un aspect opaque à laiteux, souvent nuancé de teintes jaune orangé à gris sale.
Sous les climats tempérés à froids, dans les grandes villes, par nuit claire, froide et sèche, le halo peut être totalement imperceptible depuis le sol. Pourtant, au même moment, il est parfois très nettement visible sous la forme d'une couche opalescente brunâtre, ocre ou violacée (selon les éclairages en cause) lorsqu'il est observé d'en haut par un observateur non ébloui et situé dans une zone non éclairée à plus de 70 à 100 m de hauteur, par exemple sur la terrasse d'un immeuble très élevé.

## Rôle de lapollution de l'air
Le brouillard, ou les microgouttelettes d'eau qui provoquent le halo peuvent aussi avoir (pour tout ou partie) une origine anthropique :
L'air urbain, l'air des zones industrielles, portuaires ou aéroportuaires contiennent en effet une densité importante de molécules (soufrées notamment) émises par exemple par l'échappement des moteurs ou par la combustion de charbon ou de fioul lourd, ou issus de fumées industrielles.
Ces molécules, microparticules, poussières ou cristaux en suspension dans l'air catalysent la nucléation de l'eau de l'air en microgouttelettes, contribuant ainsi au phénomène de smog, mais à cette altitude, les conditions de température et de pression atmosphérique ne permettent généralement pas une condensation de la phase vapeur de l'eau en gouttes assez lourdes pour tomber en pluie ou se condenser en rosée. Le halo persiste alors. Il peut alors être considéré comme un indicateur de pollution (après qu'on eut vérifié que les particules ne sont pas des sables fins naturels ou des particules issues d'émissions volcaniques).
```
Certains facteurs non liés à la qualité de l'air contribuent à exacerber les halos. Ce sont par exemple :
```

- la présence d'un sol enneigé, ou de couleur claire ;
- la présence de surfaces réfléchissantes ou claires autour des sources lumineuses ;
- l'utilisation de luminaires en forme de boules ou de tubes éclairant de tous côtés dont vers le ciel, faute de réflecteur ;
- des luminaires excessivement puissants ou hauts ;
- l'éclairage de surfaces en eau (Cf. « effet miroir ») ;
- éclairage « du bas vers le haut ».

## Nuisanceet/oupollution?

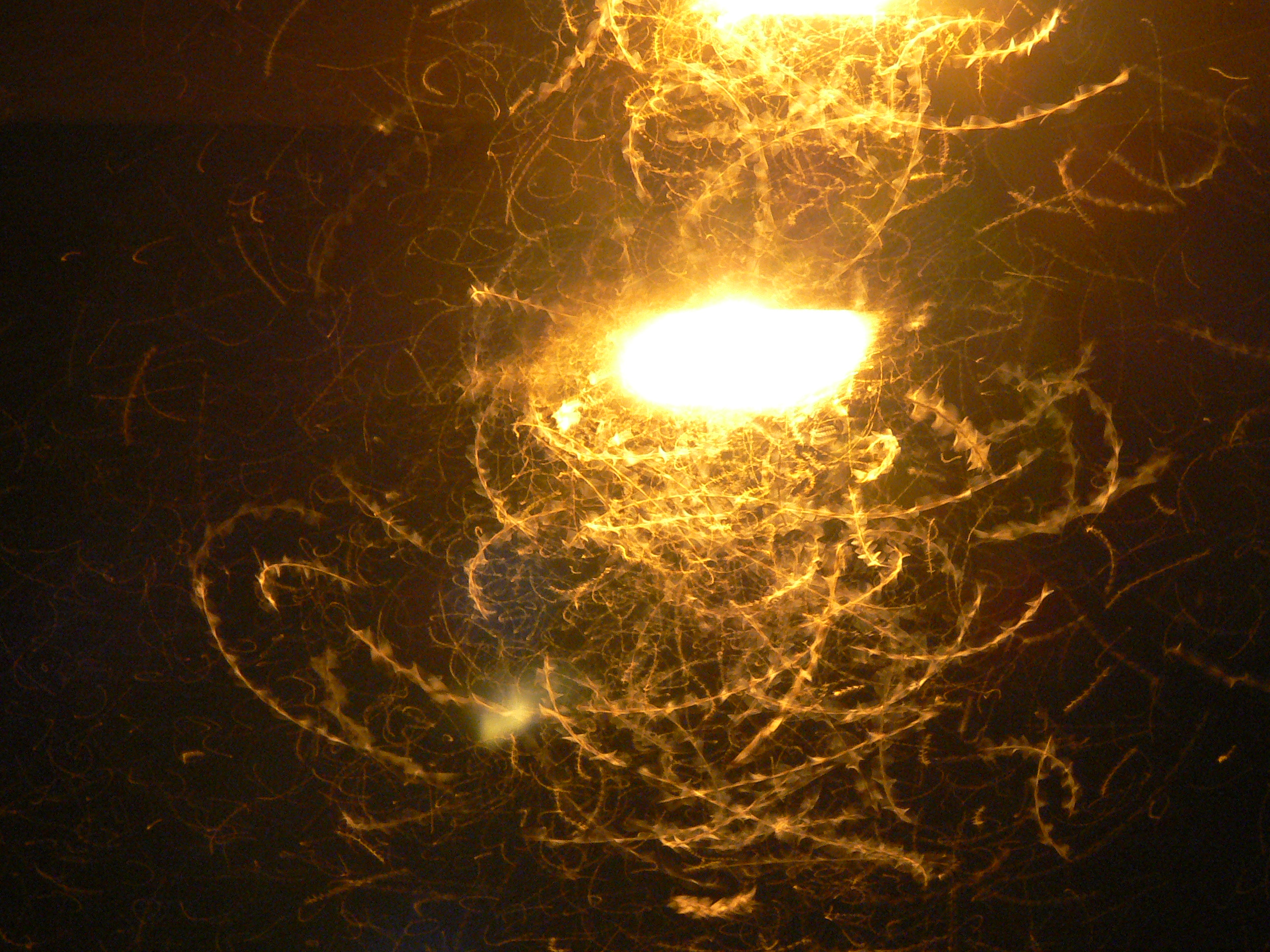
Photo de l'une des 6 lampes éclairant le pont de Meung-sur-Loire (aout 2010). Ici, le halo est à la fois source de fragmentation écologique de l'environnement nocturne et de «puits écologique » car il attire et piège le plancton aérien (alors anormalement à la merci des chauve-souris ou araignées). La pause de quelques secondes permet de distinguer le trajet et la vitesse des insectes (et le nombre de battements d'ailes pour les plus gros d'entre eux)

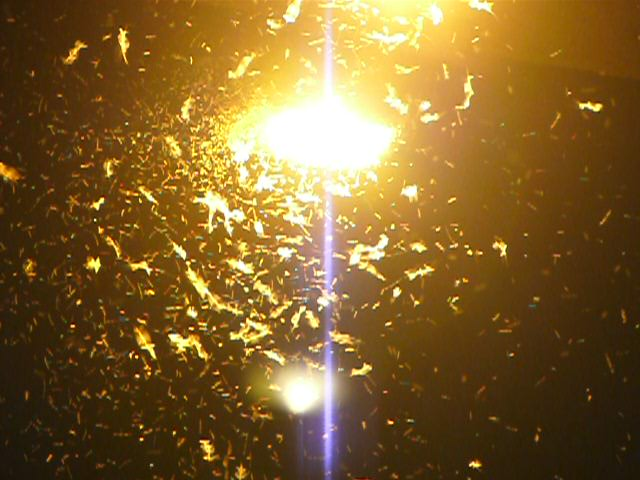
Photo instantanée (avec flash) montrant mieux, sur le même site que ci-dessus, et au même moment les différentes tailles et types d'espèces d'insectes attirés par le halo lumineux

Les halos gênent fortement l'observation astronomique, notamment vers l'horizon. On peut alors parler de nuisance.

En homogénéisant l'ambiance lumineuse, ils diminuent la focalisation de la lumière sur sa cible (Ex : passage piéton, virage dangereux, panneau, etc.) et peuvent contribuer à diminuer la sécurité.
Les halos peuvent indiquer tout autant la présence d'un éclairage trop puissant et/ou mal dirigé (lampe-boule, éclairage du bas vers le haut) que la présence d'un air pollué ou simplement très humide.

Ils peuvent gêner ou perturber le sommeil des urbains et personnes exposées à l'éclairage artificiel la nuit, et par là avoir un impact indirect sur la santé et la qualité de vie.
Il est possible et plausible, mais non prouvé, faute d'études suffisantes, que la lumière puisse contribuer, en présence de précurseurs de polluants, à proximité des lampes les plus puissantes et/ou émettant dans les ultraviolets, à entretenir une certaine pollution photochimique. Quelques indices (en particulier la présence de nitrates de peroxyacétyle (ou PAN) dans les périodes critiques, aux heure ou l'ozone est moins présente) laissent penser que certains luminaires puissent constituer de petits réacteurs photochimiques, dont les impacts seraient toutefois locaux et bien moindre que ceux de l'action photochimique du soleil, mais qui pourraient avoir une incidence sur certaines espèces, notamment d'insectes attirés par les luminaires, lesquels sont souvent en zone urbaine, industrielle ou de circulation dense, là où la pollution de l'air est élevée.
Le halo urbain et induit par les éclairages artificiels (notamment sur l'eau, comme ci-contre sur la Loire) contribue à fortement perturber certaines espèces animales sensibles à la lumière, au point de contribuer à leur déclin ou disparition locale et alors développer des effets directes et/ou indirects sur les écosystèmes. On parle alors dans ce cas de pollution lumineuse et non plus de nuisances.

## Mesure de la turbidité de l'air
Une expérience simple permet d'évaluer grossièrement la quantité de particules en suspension dans l'air urbain ; il suffit de regarder attentivement la colonne d'air brièvement éclairée par un flash d'appareil photo tenu en l'air et dirigé vers le ciel de manière que l'observateur ne soit pas ébloui par le flash lui-même. Les particules fines normalement invisibles apparaissent brièvement.
Une autre méthode consiste à filtrer l'air et observer (à l'œil et au microscope) les particules retenues par un filtre très fin (ce dernier ne retient pas les microgouttelettes d'eau, mais la teneur en eau de l'air peut par ailleurs être localement mesurée au moyen d'un hygromètre.
L'expérience peut être répétée à différents heures, jours, et conditions météorologiques à différentes hauteurs, et en différents points géolocalisés (ex centre ville, squares, boisements, voies autoroutières, zones d'activité..), permettant de dresser des cartes sommaires de turbidité de l'air et/ou d'hygrométrie.

## Mesure du halo

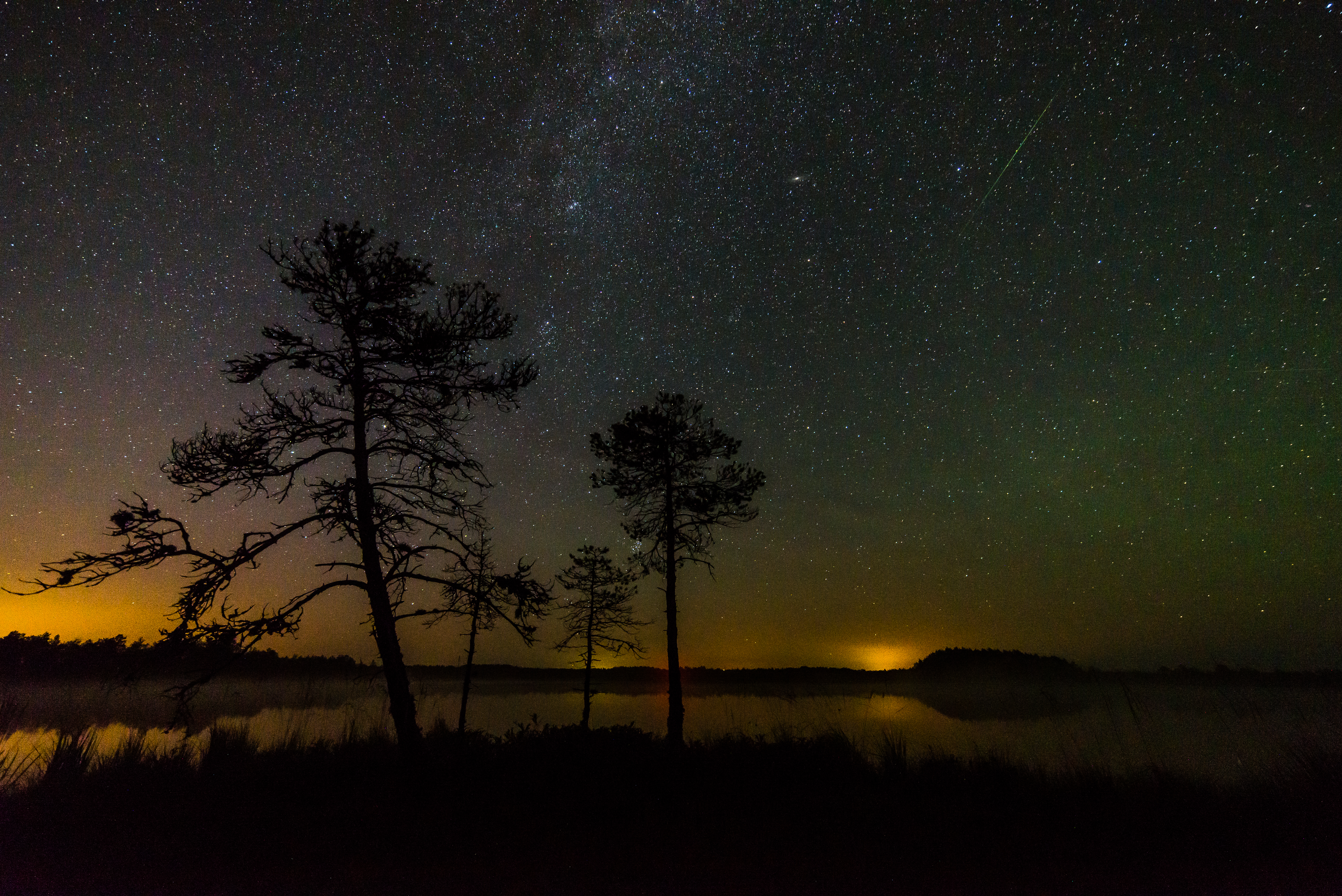
Observation d'une pluie de météorites dans le ciel surplombant les tourbières de Luhasooen en Estonie ; on distingue encore la Voie Lactée et la galaxie d'Andromède, mais les étoiles proches de l'horizon disparaissent derrière les halos de pollution lumineuse de zones éclairées

Mesurer le niveau de halo lumineux est nécessaire pour :
- hiérarchiser ou comparer la qualité des lieux d'observation astronomique,
- quantifier et qualifier la dégradation ou l’amélioration de l’état de l’environnement nocturne et/ou du cadre de vie,
- étalonner la valeur des observations relativement à ce critère.

Ceci vaut pour l'astronome, l'éclairagiste, comme pour l'écologue qui s’intéresse à la vie nocturne ou aux cycles jour/nuit et qui a besoin d'évaluer le degré de pollution lumineuse à laquelle sont exposées la faune et la flore. À ce titre, le halo est un des indices de la qualité de l'environnement nocturne. Pour l'éclairagiste, l'énergéticien ou le gestionnaire de l'éclairage public il est un indice de possible inefficacité énergétique (la lumière perdue vers le ciel ou l'horizontale (éblouissante) l'est souvent inutilement et coûteusement, avec des taux dépassant couramment 25 à 45 %).
Les observateurs ont besoin d’une échelle standard d’observation permettant une notation précise de phénomènes nécessitant de bonnes conditions d'observation (Ex : mesure de l’extension de la queue d'une comète, d’une aurore ténue, ou de structures subtiles dans les galaxies pour l’astronome, ou observation de lucioles, vers-luisants ou de comportements animaux ou végétaux nocturnes, non perturbés par une luminosité ambiante artificielle).
La précision d’observations astronomiques ou écologiques faites dans le ciel profond ou sous la nuit noire nécessite de disposer d'un étalon de visibilité pour des objets stellaires et/ou non stellaires, car même un halo lumineux modéré affecte la vision d’objets diffus comme les comètes, les nébuleuses, et les galaxies, ou des comportements animaux, alors même que les étoiles faibles sont encore pour la plupart visibles à l'œil nu.
Le critère de l'étoile visible à l'œil nu a autrefois servi à mesurer la qualité du ciel, mais il est limité car dépendant de l'acuité visuelle de l’observateur et de sa capacité à détecter cette étoile la plus faible. D'autre part cette mesure décrit mal les effets au sol qui sont ceux qui intéressent le naturaliste.
La complexité de la mesure est accrue par le fait que le halo n’est pas homogène, puisque lié à la position et l’intensité des sources lumineuses, et qu'il varie selon les conditions météorologiques, de qualité d'air ainsi que selon la phase de la lune. Pour l’astronome, les mesures de référence se font donc généralement par nuits claires et sans vent, sans lune, alors que l’écologue s'intéresse aussi aux maxima, correspondant aux impacts potentiellement les plus importants pour l’activité biologique ou la vision des animaux nocturnes.
Toutes choses égales par ailleurs, le halo lumineux est plus ou moins perçu par l'œil humain, selon la position des sources lumineuses, leur intensité et leur température de couleur. La sensibilité oculaire et la position de l'observateur par rapport à la source de lumière interviennent également (l'œil ébloui voit moins bien dans le noir, et il nécessite un temps de latence - jusqu'à 10 minutes, voire plus - pour retrouver une acuité visuelle lui permettant de normalement discriminer les faibles différences d'intensité lumineuse).
Le halo urbain est un phénomène récent et en expansion. Les chercheurs et astronomes ne s'y intéressent sérieusement que depuis les années 90.
La mesure passe par l'observation visuelle (l'étoile la plus faible), l'utilisation combinée de luxmètres et de moyens photographiques numériques parfois complétés de thermo-hygromètres ou de matériel détectant les infrarouges et/ou les ultraviolets. Des dispositifs plus sophistiqués utilisant le laser permettent de mesurer horizontalement ou verticalement la turbidité de l'air, voire d'analyser certains de ses constituants.
Différentes échelles de mesures sont proposées (échelle de Bortle, à 9 degrés, échelle de Cinzano...) et des modèles mathématiques ont été développés, dont en France à partir de la fin des années 1990 par Michel Bonavitacola et l'ANPCEN, en lien avec des associations d'astronomes ou de protection du ciel nocturne, en Amérique du Nord notamment. Ces modèles produisent des cartographies régionales ou nationales d'indices de pollution (ou de nuisances) lumineuses s'avérant de plus en plus fiables et prédictifs, lorsqu'on compare les cartes produites (ex : http://www.astrosurf.com/anpcn/pollution/astronomie/atlas/images/) avec des photographies satellitaires. La modélisation présente l'avantage d'être bien moins coûteuse que l'imagerie satellitaire, et de permettre la prospective ou l'étude de l'intérêt relatif de différents facteurs de correction.
D'autres modèles plus adaptées au travail des architectes et concepteurs d'éclairage permettent déjà de calculer la réflectance en fonction de la nature et couleur des matériaux éclairés, et selon la nature et la position des sources. Ils pourraient être améliorés pour intégrer des facteurs de diffusion de la lumière en halo, selon la qualité de l'air et sa teneur en eau (hygrométrie).

## Moyens de diminuer les halos
Un bafflage correct ou optimisé des luminaires, la suppression des éclairages inutiles, la réduction de leur intensité au minimum utile, leur asservissement à des détecteurs de présence ou de conditions climatiques permettent, outre des économies d'énergie et donc d'argent, une forte diminution du halo lumineux et de la pollution lumineuse associée. Le choix du spectre des lampes utilisées est également fondamental car toute source de lumière blanche augmente fortement les halos lumineux par rapport aux lampes au sodium.
La réduction de la pollution atmosphérique contribue aussi à leur diminution. Elle passe
1. par la réduction des émissions à leur source (moteurs, chaudières, feux, carrières, activités émettrices d'aérosols..)
2. par la restauration d'un environnement qui capte et fixe les poussières (zones enherbées, zones humides, présence de mousses épiphytes et d'arbres) et par la réduction de l'imperméabilisation et de la minéralisation urbaine et/ou par un nettoyage accru des sols urbains et industriels.